# Perhat Tursun
Perhat Tursun (uigurisch پەرھات تۇرسۇن, chinesisch 帕尔哈提·吐尔逊 Pà'ěrhātí Tǔ'ěrxùn; geboren im Januar 1969) ist ein uigurischer Dichter und Schriftsteller. Er gilt als einer der bedeutendsten modernen uigurischen Schriftsteller. 2017 oder 2018 wurde Perhat Tursun in Ürümqi von chinesischen Behörden inhaftiert. Später wurde berichtet, dass er zu sechzehn Jahren Haft verurteilt worden sei. Perhat Tursun erhielt 2022 den Tucholsky-Preis (Schweden).

## Jugend
Perhat Tursun wurde in Artux in der Uigurischen Autonomen Region Xinjiang geboren. Bereits in der Schule begann er, Gedicht zu schreiben, später auch Prosa. Mit einem Regierungsstipendium besuchter er die Zentrale Nationalitäten-Universität (ZNU) in Peking. Erst dort lernte er die chinesische Sprache, vor allem, um Bücher von Schriftstellern und Philosophen, deren Werke nur ins Chinesische und noch nicht ins Uigurische übersetzt worden waren, lesen zu können, zum Beispiel William Faulkner und Arthur Schopenhauer. Sein Werk wurde zudem von Autoren wie Rumi und Franz Kafka inspiriert. In seiner Studienzeit beschäftigte er sich in seinen Gedichten und Kurzgeschichten mit umstrittenen Themen und verwendete einen modernistischen Stil.

## Leben
1989 machte er seinen Abschluss und kehrte anschließend in die Hauptstadt seiner Heimatregion, Ürümqi, zurück. Dort pflegte er Kontakte zu anderen uigurischen Intellektuellen und Schriftstellern. In Ürümqi arbeitete Perhat Tursun als Forscher am Xinjiang People’s Arts Center. 1998 veröffentlichte er die Gedichtsammlung Hundert Liebesgedichte, die gut aufgenommen wurde. Seine Kurzgeschichtensammlung, Wüste des Messias, die im selben Jahr erschien, stieß wegen unkonventioneller Themen und detaillierter Beschreibungen sexueller Szenen auf Kritik. Im darauffolgenden Jahr veröffentlichte Perhat Tursun einen längeren Roman, Die Kunst des Selbstmords, der zu einem der meistdiskutierten uigurischen Romane überhaupt wurde. Konservative Uiguren kritisierten den Roman und bezeichneten ihn als häretisch, es kam sogar zu Bücherverbrennungen sowie Todesdrohungen gegen Perhat Tursun.

## Verhaftung
Im Jahr 2017 oder 2018 verschwand Perhat Tursun im Rahmen der Masseninhaftierungen vor allem turksprachiger muslimischer Bürger und deren massenhafte Einweisung in Umerziehungslager durch die chinesischen Behörden. Später wurden Gerüchte laut, dass er zu sechzehn Jahren Haft verurteilt worden sei. Genaue Gründe für seine Haft und Verurteilung sind nicht bekannt. Abduweli Ayup, ein uigurischer Aktivist, Linguist und Schriftsteller, nimmt an, dass Perhat Tursun verurteilt wurde, da er 2005 eine Petition für Memtimin Elyar unterzeichnet hatte, die sich auch für den Schutz des Uigurischunterrichts ausgesprochen hatte. Die Congressional-Executive Commission on China (CECC) der Vereinigten Staaten sowie die United States Commission on International Religious Freedom (USCIRF) schreiben, dass Perhat Tursuns Verhaftung „inmitten einer Kampagne willkürlicher Massenverhaftungen geschah, im Rahmen derer [chinesische] Beamte Uiguren und Angehörige anderer, vor allem muslimischer, ethnischer Gruppen aus Gründen, die den Ausdruck ethnischer, kultureller und religiöser Identität umfassen, verfolgten“.

## Werke (Übersetzungen)
Keines seiner Werke ist bislang auf Deutsch erschienen.
- The Backstreets. A Novel from Xinjiang. Translated by Darren Byler and Anonymous. Columbia Univ. Press 2022. ISBN 978-0-231-20291-6[8]
- Joshua L. Freeman: Two Poems by Perhat Tursun: „Morning Feeling“, „Elegy“, in: Hayden’s Ferry Review. Bd. 48. 2011.[9]